# Historia térmica
La historia térmica es un término utilizado en ingeniería de polímeros para designar cuantas veces o qué tanto se ha procesado un polímero.
Un polímero que es inyectado o extruido y no cumple con las características específicas del producto deseado, suele molerse y reprocesarse, sin embargo, esto aumenta la historia térmica, similarmente con el reciclado de plásticos cuya vida útil terminó, como empaques y botellas.
La historia térmica es muy importante, pues algunos polímeros al encontrarse en el estado fundido incrementan su energía interna lo suficiente y alcanzan una energía de activación, necesaria para iniciar reacciones indeseables, como despolimerización, formación de radicales libres y rompimiento de cadenas poliméricas, debido a que los enlaces de los diferentes grupos funcionales adquieren demasiada energía.
Con varias fusiones y esfuerzos de proceso, el polímero pierde sus características originales, y esto se refleja en sus propiedades mecánicas, físicas y químicas, que en general se ven disminuidas.
Debido a esto los polímeros no se pueden reciclar de manera indefinida (como el vidrio o el metal), sino que existe un límite de reciclaje.

## Medidas contra la historia térmica
Para evitar los problemas derivados de la degradación por historia térmica, cuando se desea reciclar algunos polímeros como PP o PE es común utilizar material virgen del mismo tipo y con alguna propiedad mayor, como menor índice de fluidez, peso molecular o viscosidad intrínseca, de esta manera se logra un equilibrio y se puede trabajar con este material. No todos los casos son recomendables. 
- Datos: Q5900517